# (5429) 1988 BZ1
(5429) 1988 BZ1 es un asteroide perteneciente al cinturón exterior de asteroides, descubierto el 25 de enero de 1988 por Seiji Ueda y el astrónomo Hiroshi Kaneda desde el Kushiro Marsh Observatory, Hokkaido, Japón.

## Designación y nombre
Designado provisionalmente como 1988 BZ1.

## Características orbitales
1988 BZ1 está situado a una distancia media del Sol de 3,203 ua, pudiendo alejarse hasta 3,698 ua y acercarse hasta 2,707 ua. Su excentricidad es 0,154 y la inclinación orbital 0,768 grados. Emplea 2093,89 días en completar una órbita alrededor del Sol.

## Características físicas
La magnitud absoluta de 1988 BZ1 es 12,9. Tiene 13,917 km de diámetro y su albedo se estima en 0,076. 